# 아비코역 (지바현)
아비코역(일본어: 我孫子駅)은 일본 지바현 아비코시에 있는 동일본여객철도(JR 동일본)의 철도역이다.

## 이용 가능한 철도 노선
- 동일본여객철도 (JR 동일본)
  - 조반선
    - 조반 쾌속선
    - 조반 완행선

  - 나리타선(아비코 지선)

## 역 구조
- 단식 승강장 1면 1선과 섬식 승강장 3면 6선의 계 4면 7선의 지상역. 교상역사가 있다.

### 타는 곳
| 1, 2 4, 5 | ■ 조반선 (쾌속) | 도리데, 쓰치우라, 미토, 가쓰타, 다카하기 방면                                              |
| 1, 2 4, 5 | ■ 조반선 (쾌속) | 가시와, 마쓰도, 기타센주, 우에노, 도쿄, 시나가와 방면 (우에노도쿄라인)                     |
| 1, 2 4, 5 | ■ 나리타선      | 고호쿠, 기오로시, 나리타 방면                                                              |
| 3         | (승강장 미설치) | (승강장 미설치)                                                                            |
| 6 - 8     | ■ 조반선 (완행) | 가시와, 신마쓰도, 기타센주, 요요기우에하라, 혼아쓰기 방면 (도쿄 메트로 지요다선·오다큐 선) |
| 6 - 8     | ■ 조반선 (완행) | 덴노다이, 도리데 방면 (아침과 저녁만)                                                      |

#### 1 ~ 5 번선 (조반선 쾌속, 나리타선)
- 1·5 번선은 본선이다.
- 2·4 번선은 시발, 대피, 나리타선 방면의 열차가 정차한다.
- 3 번선은 승강장이 설치되어 있지 않다.

#### 6 ~ 8 번선 (조반선 완행)
- 덴노다이, 도리데 방면은 아침·저녁에만 운행된다.
- 8 번선은 도리데 방면의 열차가 운행되지 않는 조석 이외는 폐쇄된다.

## 이용 상황
2008년도의 이 역의 1일 평균 승차 인원수는 31,387명이었다.

## 역사
- 1896년 12월 25일: 일본 철도의 역으로서 개업.
- 1901년 4월 1일: 나리타 철도(나리타선)가 개설.
- 1906년 11월 1일: 일본 철도가 국유화되며 이 역은 국유철도의 역이 된다.
- 1920년 9월 1일: 나리타 철도가 국유화.
- 1987년 4월 1일: 국철분할민영화에 의해 동일본여객철도의 역이 된다.

## 인접한 역
| 동일본여객철도 조반선                 | 동일본여객철도 조반선 | 동일본여객철도 조반선               |
| ------------------------------------- | --------------------- | ----------------------------------- |
| JL 29 기타카시와 아야세 방면          | 각역정차              | JL 31 덴노다이 도리데 방면          |
| JJ 07 가시와 시나가와 방면            | 쾌속                  | JJ 09 덴노다이 이와키 · 도리데 방면 |
| 동일본여객철도 나리타선 (아비코 지선) |                       |                                     |
| JJ 07 가시와 시나가와 방면            | 나리타선 아비코 지선  | 히가시아비코 나리타 방면            |